# 川手謙介
川手 謙介（かわて けんすけ、1968年 -　）は、日本の建築家。三悦建築設計事務所代表取締役。
東京市谷生まれ。日本大学生産工学部建築工学科卒業（建築史山口廣研究室）後、第一設計入社後取締役企画設計室長を経て現在、三悦建築設計事務所代表取締役。東京都建築士事務所協会青年部会幹事／新宿支部。
代表作にあしたば中野学園（2014年）神津島図書館（2012年）高島100周年事業　サンル－ト銀座（2013年）ほか。